# Paul B. Baltes
Paul B. Baltes (* 18. Juni 1939 in Saarlautern, heute: Saarlouis; † 7. November 2006 in Berlin) war ein deutscher Psychologe und einer der führenden Gerontologen weltweit. Er war Mitglied des Senats der Max-Planck-Gesellschaft.

## Leben
Baltes studierte von 1959 bis 1963 Psychologie an der Universität des Saarlandes in Saarbrücken und promovierte dort anschließend 1967. Bereits nach der Ablegung des Diploms verbrachte er ein Jahr an der University of Nebraska. Nach seiner Promotion war er 12 Jahre lang als Professor für Psychologie und Gerontologie an mehreren US-amerikanischen Universitäten tätig. Zuerst nahm er das Angebot von Warner Schaie für eine Professur an der University of West Virginia an. Aus den „West Virginia Conferences on Lifespan Development“ entstand die Buchserie „Lifespan Development and Behavior“. 1972 wurde er Department Head of Human Development an der Pennsylvania State University. 1980 wurde Baltes wissenschaftliches Mitglied der Max-Planck-Gesellschaft und Direktor am Max-Planck-Institut für Bildungsforschung in Berlin. Von 1980 bis 2004 leitete er den Forschungsbereich Entwicklungspsychologie. Nach seiner Emeritierung 2004 wurde er Distinguished Professor an der University of Virginia, 2005 gründete er das Internationale Max-Planck-Forschungsnetzwerk zur Alternsforschung. Darüber hinaus blieb er bis zu seinem Lebensende Sprecher der International Max Planck Research School sowie Vorstandsmitglied der Deutschen Akademie der Naturforscher Leopoldina, zudem gehörte er dem Konvent für Technikwissenschaften der Union der deutschen Akademien der Wissenschaften an. Baltes war auch Initiator der Akademiengruppe Altern in Deutschland, die von 2006 bis 2009 bestand.
Die Forschungsschwerpunkte von Paul Baltes waren vor allem die geistige Entwicklung über die Lebensspanne, die Erforschung der Weisheit sowie methodologische Innovationen. Zusammen mit seiner Frau Margret M. Baltes (1939–1999), Professorin für Psychologische Gerontologie am Psychologischen Institut der Freien Universität Berlin, entwarf er eine Theorie erfolgreicher Entwicklung im Altern als Zusammenwirken von Selektionen, Optimierung und Kompensation.
International bekannt wurde Baltes dank des von ihm eingeführten Verfahrens „Testing the Limits“, einer Methodik zur Erkenntnis der Plastizität biopsychosozialer Entwicklungen. Zusammen mit Neil J. Smelser gab er die 26-bändige International Encyclopedia of the Social & Behavioral Sciences heraus, die im Elsevier-Verlag erschienen ist.
Baltes war unter anderem Mitinitiator der Berliner Altersstudie und der Margret M. Baltes und Paul B. Baltes Stiftung.
Er starb im Alter von 67 Jahren nach einer langen, schweren Krebserkrankung.

## Ehrungen
Er erhielt zahlreiche Wissenschaftspreise, Ehrungen, Ehrendoktorate und war Träger des Ordens Pour le Mérite für Wissenschaft und Künste. Er war Mitglied der American Academy of Arts and Sciences (seit 1991) und der Königlich Schwedischen Akademie der Wissenschaften. Seit 2000 Mitglied war er Mitglied des Ordens Pour le Mérite der Wissenschaften und Künste. Er hielt Ehrendoktorwürden der Universität Jyväskylä, Finnland (1990), Universität Stockholm, Schweden (1992), Universität Genf, Schweiz (2000) und Humboldt-Universität zu Berlin (2002).
Seit 2000 engagierte er sich als Vizepräsident der Deutschen Akademie der Naturforscher Leopoldina, in der er seit 1992 Mitglied war. Er war Gründer der Jungen Akademie, einer gemeinsamen Unternehmung der Berlin-Brandenburgischen Akademie der Wissenschaften und der Leopoldina.
Im Jahr 2000 wurde Baltes mit dem Longevity Prize der IPSEN Foundation ausgezeichnet. Am 16. Oktober 2001 wurde ihm von Kulturstaatsminister Julian Nida-Rümelin das Große Bundesverdienstkreuz mit Stern des Verdienstordens der Bundesrepublik Deutschland verliehen.

## Paul B. Baltes Lecture
Seit 2008 veranstaltet die Berlin-Brandenburgische Akademie der Wissenschaften die jährliche Paul B. Baltes Lecture, für die führende internationale Psychologinnen und Psychologen als Vortragende nach Berlin eingeladen werden. Die Paul B. Baltes Lecture ist eine gemeinsame Initiative der Psychologie-Institute in Berlin and Potsdam (Freie Universität Berlin, Humboldt-Universität zu Berlin, Technische Universität Berlin, Universität Potsdam, Max-Planck-Institut für Bildungsforschung) und wird von der Margret M. and Paul B. Baltes Foundation unterstützt.
- 2008 Michael Posner: "Executive attention: Its origins, development, and functions".[2]
- 2009 Lynn Hasher: "Age-Related Consequences of Attention Regulation and Dysregulation".
- 2010 John Nesselroade: "The Person-Oriented Perspective in Psychology".
- 2011 Andrew Meltzoff: "The Development of Social Cognition: Imitation, Cultural Stereotypes and Identity Formation in Children".[3]
- 2012 Jutta Heckhausen: "A Motivational Theory of Life-Span Development".
- 2013 Wendy Rogers: "Human-Robot Interaction: Understanding the Potential of Robots for Older Adults".
- 2014 Brent W. Roberts: "Human Sociogenomics".
- 2015 Ray Dolan: "Circuits for Social Cognition".[4][5]
- 2016 Diane Poulin-Dubois: "The Developmental Origins of Selective Trust".[6]
- 2017 Kevin Warwick: "Neural Implants for Therapy and Enhancement".[7]
- 2018 Denny Borsboom: "Network Approaches to Psychopathology".[8]
- 2019 David Poeppel: "The Auditory System and the Motor System, in Time".[9]
- 2020 Nora Newcombe: "Affordances and Representations: Understanding Mental Rotation, Perspective Taking and Spatial Reorientation".[10][11]
- 2021 Peter Hancock: “Time to Think of Time”.[12]
- 2022 Stephan Lewandowsky: “Demagoguery, Technology, and Cognition: Addressing the Threats to Democracy”.[13][14]
- 2023 Alexandra M. Freund: "Motivation and Aging: The Role of Goals in Adult Development and Aging".[15][16]
- 2024 Laura L. Carstensen: "Emotional Well-being and Age: The Role of Shifting Time Horizons".[17]

### Werke (Auswahl)
Baltes war Autor oder Herausgeber von 18 Büchern und mehr als 250 Artikeln und anderen wissenschaftlichen Arbeiten.
2000
- Autobiographical reflections: From developmental methodology and lifespan psychology to gerontology. In J. E. Birren & J. J. F. Schroots (Eds.), A history of geropsychology in autobiography (pp. 7–26). Washington, American Psychological Association.

1999
- Alter und Altern als unvollendete Architektur der Humanontogenese. Nova Acta Leopoldina: Neue Folge, 81, 379–403.
- Baltes, P. B; Baltes, M. M; Freund, A. M; Lang, F: The measurement of selection, optimization, and compensation (SOC) by self report: Technical report 1999. Materialien aus der Bildungsforschung No. 66. Berlin, Max-Planck-Institut für Bildungsforschung.
- Karl Ulrich Mayer, Paul B. Baltes (Hrsg.): Die Berliner Altersstudie. Akademie Verlag GmbH, Berlin 1999, ISBN 978-3-05-002574-2.

1998
- Testing the limits of the ontogenetic sources of talent and excellence. In: Behavioral and Brain Sciences, 21, 407–408.
- Theoretical propositions of life-span developmental psychology: On the dynamics between growth and decline. In: M. Powell Lawton & T. A. Salthouse (Eds.), Essential papers on the psychology of aging (pp. 86–123). New York, New York University Press.
- The Social Science Research Council: 75 years young. Items, 52, 69–72.
- Baltes, P. B; Lindenberger, U; Staudinger, U. M: Die zwei Gesichter der Intelligenz im Alter. In: Spektrum der Wissenschaft: Digest "Altern, Krebs und Gene", 2:78–87.

1997
- Gegen Vorurteile und Klischees: Die Berliner Altersstudie – Neue Erkenntnisse über die Zielgruppe alte Menschen. In: Häusliche Pflege, 4:224–228.